# Wahlenbergia subaphylla
Wahlenbergia subaphylla là loài thực vật có hoa trong họ Hoa chuông. Loài này được (Baker) Thulin miêu tả khoa học đầu tiên năm 1975.